# جوزيف فرنسيس جوي
جوزيف فرنسيس جوي (بالإنجليزية: Joseph Francis Joy)‏ هو مهندس أمريكي، ولد في 13 سبتمبر 1883 في كمبرلاند في الولايات المتحدة، وتوفي في 1957.